# Мохаммед, Ник
Николас Джордж Мохаммед (англ. Nicholas George Mohammed; род. 4 октября 1980, Лидс, Уэст-Йоркшир) — британский актёр, комик и сценарист. Он изображал своего персонажа Мистера Своллоу на сцене и телевидении более десяти лет. Он также является создателем комедийного сериала Sky One «Разведка». Мохаммед изобразил персонажа Нейтана Шелли в сериале Apple TV+ «Тед Лассо», за что был номинирован в категории «Лучший актер второго плана в комедийном сериале» на 73-й и 74-й Прайм-тайм премии «Эмми».

## Ранние годы
Мохаммед родился 4 октября 1980 года в Лидсе, Уэст-Йоркшир. Его мать была врачом общей практики, родившаяся на Кипре, а его отец, родившийся на Тринидаде, работал юристом. Он получил образование в средней школе Эбби-Грейндж. Сообщается, что он отклонил предложение от Кембриджского университета и выбрал Даремский университет, где был членом колледжа Св. Эйдана и играл на скрипке в университетском оркестре. Он дважды прослушивался в Durham Revue, но не смог попасть туда и вместо этого часто посещал местные комедийные круги. Его интерес к комедии побудил его пройти прослушивание в «Footlights», которое он успешно прошел.

## Карьера
Мохаммед появился во втором сезоне шоу «Реджи Перрин» на BBC One и был соведущим комедийного телесериала «Король мёртв» на BBC Three вместе с Саймоном Бёрдом и Кэти Уикс. Он появлялся в качестве гостя в сериалах «Пит и Дад: Потерянные наброски», «Миранда», «Как не стоит жить» и «Жизнь так коротка», а также появился в 4-м эпизоде 2-го сезона музыкального комедийного шоу BBC Radio 4 «Алекс Хорн представляет секцию Хорн».
После успешного дебюта на BBC Radio 4, второй сериал Мохаммеда «Nick Mohammed in Bits» получил признание критиков. Мохаммед был членом актёрского состава скетч-шоу Sorry, «Извините, у меня нет головы», номинированного на премию BAFTA, и поддерживал Ангелоса Эпитемиу (в роли одного из персонажей его радиошоу, мистера Своллоу) во время его национального тура 2010 года. У него была второстепенная роль во всех трех сезонах комедийного телесериала «Скитальцы». Мохаммед также разработал «Шоу мистера Своллоу» для BBC Television. Писал сценарий и играл главную роль в оригинальной комедийно-драматической мелодраме Magic для Channel 4 в рамках программы Coming Up Scheme. Он также появился в новом шоу «Хэнк Зипзер» в роли мистера Лава. Он появился в качестве гостя в последнем эпизоде 1-го сезона и первом эпизоде 2-го сезона телесериала «Дядя».
В 2015 году он присоединился к актерскому составу комедийного телесериала «Всякая всячина». Он написал сценарий и снялся в двух сериях комедии «Детектив-сержант Ник Мохаммед», действие которой происходит в полицейском участке, для BBC Radio 4.
В 2018 году он озвучил Пятачка в фильме Disney «Кристофер Робин». В 2018 году было объявлено, что он будет сниматься совместно с Дэвидом Швиммером в новом комедийном телесериале под названием «Разведка» для Sky One.
В 2019 году Мохаммед появился во втором сезоне «Стэт сдаёт квартиры».
С 2020 по 2023 года Мохаммед снимался в роли Нейтана «Нейта» Шелли в телесериале «Тед Лассо», который шел на Apple TV+ в течение трёх сезонов.
В 2023 году Мохаммед снялся в роли полицейского в фильме «Мэгги Мур(ы)» вместе с Джоном Хэммом и Тиной Фей.
В 2025 году он отправится в тур по Великобритании в качестве мистера Своллоу в совершенно новом живом шоу «Show Pony».

## Личная жизнь
Мохаммед научился играть на скрипке в детстве и играл на ней в университетском оркестре в колледже Святого Эйдана при Даремском университете. Там он познакомился со своей женой Беккой, на которой женился в 2014 году. У них трое детей: сыновья Финн и Артур, а также дочь Энни.

## Фильмография
| Год          |   | Русское название               | Оригинальное название              | Роль                             |
| ------------ | - | ------------------------------ | ---------------------------------- | -------------------------------- |
| 2008—2011    | с | Извините, у меня нет головы    | Sorry, I've Got No Head            | различные роли                   |
| 2009—2010    | с | Реджи Перрин                   | Reggie Perrin                      | Стив                             |
| 2010         | с | Король мёртв                   | The King Is Dead                   | в роли себя                      |
| 2010         | с | Миранда                        | Miranda                            | Пити                             |
| 2011         | с | Жизнь так коротка              | Life's Too Short                   | Тоби                             |
| 2013—2015    | с | Скитальцы                      | Drifters                           | Эш                               |
| 2014         | с | Дядя                           | Uncle                              | Рупеш                            |
| 2015—2016    | с | Пьяная история                 | Drunk History                      | Уильям Берк/Джон Уильям Полидори |
| 2015         | с | Всякая всячина                 | The Job Lot                        | Эш                               |
| 2015         | ф | Марсианин                      | The Martian                        | Тим Граймс                       |
| 2016         | с | Свежее мясо                    | Fresh Meat                         | Нас                              |
| 2016         | с | Кемпинг                        | Camping                            | доктор Толли                     |
| 2016         | ф | Ещё по одной                   | Absolutely Fabulous: The Movie     | Каспер                           |
| 2016         | ф | Бриджит Джонс 3                | Bridget Jones' Baby                | Арияратна                        |
| 2017         | ф | Предчувствие конца             | The Sense of an Ending             | почтальон Дэнни                  |
| 2018         | с | Залоговое обеспечение          | Collateral                         | Фазз Гупта                       |
| 2018         | с | Городские мифы                 | Urban Myths                        | Гораций Ламбарди                 |
| 2018         | с | Навеки Салли                   | Sally4Ever                         | Марк                             |
| 2018         | с | Космические цыплята в космосе  | Space Chickens in Space            | Финли (озвучка)                  |
| 2018         | ф | Кристофер Робин                | Christopher Robin                  | Пятачок (озвучка)                |
| 2018         | ф | Щелкунчик и четыре королевства | The Nutcracker and the Four Realms | низкий дворецкий                 |
| 2019         | с | Стэт сдаёт квартиры            | Stath Lets Flats                   | Энтони Стэппан                   |
| 2019         | ф | Рождённый стать королём        | The Kid Who Would Be King          | мистер Хайд                      |
| 2020 — н. в. | с | Разведка                       | Intelligence                       | Джозеф Харрис                    |
| 2020—2023    | с | Тед Лассо                      | Ted Lasso                          | Нейтан Шелли                     |
| 2021         | с | Внутри девятого номера         | Inside No. 9                       | Гэвин                            |
| 2022         | с | Мэнди                          | Mandy                              | будущий доктор                   |
| 2023         | ф | Мэгги Мур(ы)                   | Maggie Moore(s)                    | заместитель Редди                |
| 2023         | ф | Побег из курятника 2           | Chicken Run: Dawn of the Nugget    | доктор Фрай (озвучка)            |
| 2024         | с | Ренегат Нель                   | Renegade Nell                      | Билли Блинд                      |
| 2025         | ф | Под прикрытием                 | Deep Cover                         | TBA                              |
|              | ф | Контроль                       | Control                            | TBA                              |

## Награды и номинации
| Год  | Награда                                    | Категория                                                          | Работа    | Результат | Прим.         |
| ---- | ------------------------------------------ | ------------------------------------------------------------------ | --------- | --------- | ------------- |
| 2021 | Прайм-таймовая премия «Эмми»               | Лучшая мужская роль второго плана в комедийном телесериале         | Тед Лассо | Номинация | [ 17 ] [ 18 ] |
| 2022 | Прайм-таймовая премия «Эмми»               | Лучшая мужская роль второго плана в комедийном телесериале         | Тед Лассо | Номинация | [ 17 ]        |
| 2021 | Ассоциация голливудских критиков           | Лучшая мужская роль второго плана на стриминговом сериале, комедия | Тед Лассо | Номинация | [ 17 ] [ 19 ] |
| 2022 | Ассоциация голливудских критиков           | Лучшая мужская роль второго плана на стриминговом сериале, комедия | Тед Лассо | Номинация | [ 17 ]        |
| 2021 | Премия «HCA TV Gold Derby»                 | Лучшая мужская роль второго плана в комедийном телесериале         | Тед Лассо | Номинация | [ 17 ] [ 19 ] |
| 2021 | Международная премия в области онлайн-кино | Лучшая мужская роль второго плана в комедийном телесериале         | Тед Лассо | Номинация | [ 17 ]        |
| 2021 | Серебряное перо                            | Лучшая мужская роль второго плана в комедийном телесериале         | Тед Лассо | Номинация | [ 17 ]        |
| 2021 | Серебряное перо                            | Лучший актерский состав в комедийном сериале (общий)               | Тед Лассо | Победа    | [ 17 ]        |
| 2021 | Ассоциация онлайн-кино и телевидения       | Лучшая мужская роль второго плана в комедийном телесериале         | Тед Лассо | Номинация | [ 17 ]        |
| 2021 | Премия Гильдии киноактёров США             | Лучший актёрский состав в комедийном сериале                       | Тед Лассо | Номинация | [ 17 ]        |
| 2022 | Премия Гильдии киноактёров США             | Лучший актёрский состав в комедийном сериале                       | Тед Лассо | Победа    | [ 20 ]        |
| 2023 | Премия Гильдии киноактёров США             | Лучший актёрский состав в комедийном сериале                       | Тед Лассо | Номинация | [ 21 ] [ 22 ] |